# Tumbes (folyó)
A Tumbes (Ecuadorban Puyango) egy folyó Ecuador déli és Peru északi részén, egy szakaszon a két ország határát is alkotja.
Ecuador déli részén, Puyango néven ered a Cerro Negro és a Chilca hegyek környezetében levő több szakadékban. El Oro és Loja tartományokat érintve 120 kilométeren keresztül kanyarog ebben az országban, ahol a lakók vizét öntözésre is hasznosítják, folyásiránya összességében nyugat–délnyugati. A perui Tumbes megye határát elérve egy szakaszon a két ország határát képezi, majd északra fordul, és Tumbes városának közelében a Csendes-óceánba torkollik. Perui szakasza 80 km hosszú. Deltatorkolatában nagy mennyiségű homokhordalékot rak le (egy évben akár 18 millió m³-t is), az így kialakult mangrovés szigetvilág pedig megakadályozza, hogy itt kikötőt lehessen építeni, viszont lassú folyása és bőséges vize miatt Bellavistáig kenukkal hajózható.
Legnagyobb vízhozamát jellemzően márciusban éri el. Gyakran kiönt medréből, ekkor pedig nem csak a szomszédos mezőgazdasági területeket árasztja el, hanem magában Tumbes városában is károkat okoz. Június és december között vízállása alacsony.